# Leptodactylus latinasus
Leptodactylus latinasus é uma espécie de anfíbio da família Leptodactylidae. Pode ser encontrada na Bolívia, Paraguai, Brasil, Argentina e Uruguai.